# National Board of Review Award alla miglior attrice
Il National Board of Review Award alla miglior attrice (National Board of Review Award for Best Actress) è un premio assegnato annualmente dal 1945 dai membri del National Board of Review of Motion Pictures alla miglior interprete femminile di un film distribuito negli Stati Uniti nel corso dell'anno.
Liv Ullmann ed Emma Thompson sono le sole attrici ad aver ricevuto tre volte questo riconoscimento.

## Albo d'oro

### Anni 1940
- 1945: Joan Crawford - Il romanzo di Mildred (Mildred Pierce)
- 1946: Anna Magnani - Roma città aperta
- 1947: Celia Johnson - La famiglia Gibson (This Happy Breed)
- 1948: Olivia de Havilland - La fossa dei serpenti (The Snake Pit)

### Anni 1950
- 1950: Gloria Swanson - Viale del tramonto (Sunset Boulevard)
- 1951: Jan Sterling - L'asso nella manica (Ace in the Hole)
- 1952: Shirley Booth - Torna, piccola Sheba (Come Back, Little Sheba)
- 1953: Jean Simmons - La regina vergine (Young Bess), La tunica (The Robe), L'attrice (The Actress)
- 1954: Grace Kelly - La ragazza di campagna (The Country Girl), Il delitto perfetto (Dial M for Murder) e La finestra sul cortile (Rear Window)
- 1955: Anna Magnani - La rosa tatuata (The Rose Tattoo)
- 1956: Dorothy McGuire - La legge del Signore (Friendly Persuasion)
- 1957: Joanne Woodward - La donna dai tre volti (The Three Faces of Eve) e Un urlo nella notte (No Down Payment)
- 1958: Ingrid Bergman - La locanda della sesta felicità (The Inn of the Sixth Happiness)
- 1959: Simone Signoret - La strada dei quartieri alti (Room at the Top)

### Anni 1960
- 1960: Greer Garson - Sunrise at Campobello
- 1961: Geraldine Page - Estate e fumo (Summer and Smoke)
- 1962: Anne Bancroft - Anna dei miracoli (The Miracle Worker)
- 1963: Patricia Neal - Hud il selvaggio (Hud)
- 1964: Kim Stanley - Ventimila sterline per Amanda (Seance on a Wet Afternoon)
- 1965: Julie Christie - Il dottor Živago (Doctor Zhivago)
- 1966: Elizabeth Taylor - Chi ha paura di Virginia Woolf? (Who's Afraid of Virginia Woolf?)
- 1967: Edith Evans - Bisbigli (The Whisperers)
- 1968: Liv Ullmann - L'ora del lupo (Vargtimmen) e La vergogna (Skammen)
- 1969: Geraldine Page - Trilogy

### Anni 1970
- 1970: Glenda Jackson - Donne in amore (Women in Love)
- 1971: Irene Papas - Le troiane (The Trojan Women)
- 1972: Cicely Tyson - Sounder
- 1973: Liv Ullmann - La nuova terra (Nybyggarna)
- 1974: Gena Rowlands - Una moglie (A Woman Under the Influence)
- 1975: Isabelle Adjani - Adele H. - Una storia d'amore (L'histoire d'Adèle H.)
- 1976: Liv Ullmann - L'immagine allo specchio (Ansikte mot ansikte)
- 1977: Anne Bancroft - Due vite, una svolta (The Turning Point)
- 1978: Ingrid Bergman - Sinfonia d'autunno (Höstsonaten)
- 1979: Sally Field - Norma Rae

### Anni 1980
- 1980: Sissy Spacek - La ragazza di Nashville (Coal Miner's Daughter)
- 1981: Glenda Jackson - Stevie
- 1982: Meryl Streep - La scelta di Sophie (Sophie's Choice)
- 1983: Shirley MacLaine - Voglia di tenerezza (Terms of Endearment)
- 1984: Peggy Ashcroft - Passaggio in India (A Passage to India)
- 1985: Whoopi Goldberg - Il colore viola (The Color Purple)
- 1986: Kathleen Turner - Peggy Sue si è sposata (Peggy Sue Got Married)
- 1987: Lillian Gish - Le balene d'agosto (The Whales of August) ex aequo Holly Hunter - Dentro la notizia - Broadcast News (Broadcast News)
- 1988: Jodie Foster - Sotto accusa (The Accused)
- 1989: Michelle Pfeiffer - I favolosi Baker (The Fabulous Baker Boys)

### Anni 1990
- 1990: Mia Farrow - Alice
- 1991: Susan Sarandon e Geena Davis - Thelma & Louise
- 1992: Emma Thompson - Casa Howard (Howards End)
- 1993: Holly Hunter - Lezioni di piano (The Piano)
- 1994: Miranda Richardson - Tom & Viv - Nel bene, nel male, per sempre (Tom & Viv)
- 1995: Emma Thompson - Ragione e sentimento (Sense and Sensibility)
- 1996: Frances McDormand - Fargo
- 1997: Helena Bonham Carter - Le ali dell'amore (The Wings of the Dove)
- 1998: Fernanda Montenegro - Central do Brasil
- 1999: Janet McTeer - In cerca d'amore (Tumbleweeds)

### Anni 2000
- 2000: Julia Roberts - Erin Brockovich - Forte come la verità (Erin Brockovich)
- 2001: Halle Berry - Monster's Ball - L'ombra della vita (Monster's Ball)
- 2002: Julianne Moore - Lontano dal paradiso (Far from Heaven)
- 2003: Diane Keaton - Tutto può succedere - Something's Gotta Give (Something's Gotta Give)
- 2004: Annette Bening - La diva Julia - Being Julia (Being Julia)
- 2005: Felicity Huffman - Transamerica
- 2006: Helen Mirren - The Queen - La regina (The Queen)
- 2007: Julie Christie - Away from Her - Lontano da lei (Away from Her)
- 2008: Anne Hathaway - Rachel sta per sposarsi (Rachel Getting Married)
- 2009: Carey Mulligan - An Education

### Anni 2010
- 2010: Lesley Manville - Another Year
- 2011: Tilda Swinton - ...e ora parliamo di Kevin (We Need To Talk About Kevin)[1]
- 2012: Jessica Chastain - Zero Dark Thirty[2]
- 2013: Emma Thompson - Saving Mr. Banks[2]
- 2014: Julianne Moore - Still Alice[3]
- 2015: Brie Larson - Room[4]
- 2016: Amy Adams - Arrival[5]
- 2017: Meryl Streep - The Post[5]
- 2018: Lady Gaga - A Star Is Born[6]
- 2019: Renée Zellweger - Judy[7]

### Anni 2020
- 2020: Carey Mulligan - Una donna promettente (Promising Young Woman)[8]
- 2021: Rachel Zegler - West Side Story[9]
- 2022: Michelle Yeoh - Everything Everywhere All at Once[10]
- 2023: Lily Gladstone - Killers of the Flower Moon[11]
- 2024: Nicole Kidman – Babygirl [12][13]